# Jorgos Lanthimos
Georgios „Jorgos“ Lanthimos (řecky: Γιώργος Λάνθιμος; * 27. září 1973, Athény) je řecký filmový režisér, scenárista a producent. Je držitelem mnoha ocenění, včetně ceny BAFTA a Zlatého glóbu, stejně jako pěti nominací na Oscara.
Svou kariéru zahájil v experimentálním divadle, předtím než zaznamenal svůj režijní debut se sexuální komedií Můj nejlepší přítel (2001). Prosadil se díky režie psychologického dramatu Špičák (2009), který získal cenu Un Certain Regard na filmovém festivalu v Cannes a obdržel nominaci na Oscara za nejlepší cizojazyčný film. Později přešel k natáčení anglicky mluvených filmů s černou komedií Humr (2015), za který získal nominaci na Oscara za nejlepší původní scénář.
Od té doby spolupracoval s herečkou Emmou Stoneovou v dobových komediích Favoritka (2018) a Chudáčci (2023). Oba filmy mu vynesly nominace na Oscara za nejlepší režii a nejlepší film; za druhý jmenovaný také získal cenu Zlatý lev na Benátském filmovém festivalu.

## Život
Narodil se dne 23. září 1973 v sousedství Pangrati v řeckých Athénách do rodiny majitelky obchodu Eirini a basketbalisty Antonise. Jeho otec hrál za tým Pagrati B.C. a řecký národní basketbalový tým, později pracoval jako basketbalový instruktor na Moraitis School. Lanthimos byl převážně vychováván svou matkou, která pochází z ostrova Ikaria.
Po dokončení školy Moraitis School studoval obchodní administrativu. Následoval také svého otce v hraní basketbalu za Pagrati B.C. Jeho basketbalová kariéra byla krátká, protože se rozhodl studovat filmovou a televizní režii na Hellenic Cinema and Television School Stavrakos v Athénách.
Byl členem tvůrčího týmu Dimitrise Papaioanna, jenž měl na starost zahajovací a závěrečný ceremoniál Olympijských hrách v Athénách v roce 2004. V průběhu natáčení filmu Attenberg se seznámil s herečkou Ariane Labed, s níž se oženil v roce 2013.

## Tvorba
Lanthimos na sebe poprvé upozornil nekorektní černou komedií z roku 2009 o vyšinutých rodinných vztazích Špičák. Později navázal úspěšnými filmy, které představují divákům divokou obraznost, spletité mezilidské vztahy i podivné nápady hlavních postav (Attenberg, Alpy). V roce 2015 natáčí svůj mezinárodní, anglicky mluvený debut Humr, za který získal cenu poroty v Cannes. Jeho posledním dokončeným filmem je hororová groteska Chudáčci (Poor Things) z roku 2023 s Emmou Stoneovou, Markem Ruffalo a Willemem Dafoem v hlavních rolích. Snímek natočený podle knižní předlohy Alasdaira Graye získal 11 nominací na Oscara.

## Ocenění
| Rok     | Název     | Oscar    | Oscar     | Cena BAFTA | Cena BAFTA | Zlatý glóbus | Zlatý glóbus |
| Rok     | Název     | Nominace | Vítězství | Nominace   | Vítězství  | Nominace     | Vítězství    |
| ------- | --------- | -------- | --------- | ---------- | ---------- | ------------ | ------------ |
| 2009    | Špičák    | 1        | –         | –          | –          | –            | –            |
| 2015    | Humr      | 1        | –         | 1          | –          | 1            | –            |
| 2018    | Favoritka | 10       | 1         | 12         | 7          | 5            | 1            |
| 2023    | Chudáčci  | 11       | 4         | 11         | 5          | 7            | 2            |
| Celkově | Celkově   | 23       | 5         | 24         | 12         | 13           | 3            |

### Režie výkonů nominovaných na Oscara
Pod Lanthimovou režií obdrželi tito herci nominace na Oscara za své výkony v příslušných rolích.
| Rok                                        | Herec                     | Role                      | Název                     | Výsledek                  |
| Oscar za nejlepší herečku                  | Oscar za nejlepší herečku | Oscar za nejlepší herečku | Oscar za nejlepší herečku | Oscar za nejlepší herečku |
| ------------------------------------------ | ------------------------- | ------------------------- | ------------------------- | ------------------------- |
| 2019                                       | Olivia Colmanová          | Anna Stuartovna           | Favoritka                 | vítězství                 |
| 2024                                       | Emma Stoneová             | Bella Baxter              | Chudáčci                  | vítězství                 |
| Oscar za nejlepší herečku ve vedlejší roli |                           |                           |                           |                           |
| 2019                                       | Emma Stoneová             | Abigail Masham            | Favoritka                 | nominace                  |
| 2019                                       | Rachel Weisz              | Sarah Churchillová        | Favoritka                 | nominace                  |
| Oscar za nejlepšího herce ve vedlejší roli |                           |                           |                           |                           |
| 2024                                       | Mark Ruffalo              | Duncan Wedderburn         | Chudáčci                  | nominace                  |

## Filmografie
| Rok  | Název                    | Režisér | Producent | Scenárista |
| ---- | ------------------------ | ------- | --------- | ---------- |
| 2001 | Můj nejlepší přítel      | Ano     | Ne        | Ne         |
| 2005 | Kinetta                  | Ano     | Ne        | Ano        |
| 2009 | Špičák                   | Ano     | Ano       | Ano        |
| 2010 | Attenberg                | Ne      | Ano       | Ne         |
| 2011 | Alpy                     | Ano     | Ano       | Ano        |
| 2015 | Humr                     | Ano     | Ano       | Ano        |
| 2017 | Zabití posvátného jelena | Ano     | Ano       | Ano        |
| 2018 | Favoritka                | Ano     | Ano       | Ne         |
| 2023 | Chudáčci                 | Ano     | Ano       | Ne         |
| 2024 | Milé laskavosti          | Ano     | Ano       | Ano        |